# James Armstrong (cầu thủ bóng đá)
James Armstrong (10 tháng 10 năm 1892 – 1966) là một cầu thủ bóng đá thi đấu ở vị trí tiền đạo trung tâm.